# Resolució 714 del Consell de Seguretat de les Nacions Unides
La Resolució 714 del Consell de Seguretat de les Nacions Unides, adoptada per unanimitat el 30 de setembre de 1991 després de recordar les resolucions 637 (1989) i 693 (1991), el Consell va acollir amb beneplàcit la recent signatura de l'Acord de Nova York per part del Govern d'El Salvador i el Frente Farabundo Martí para la Liberación Nacional per acabar amb la Guerra Civil d'El Salvador.
El Consell elogia la tasca del secretari general, Javier Pérez de Cuéllar, i el seu Representant Personal per a Amèrica Central, així com els esforços del "Grup d'Amics" Colòmbia, Mèxic, Espanya i Veneçuela en el procés de pau. També va instar a les parts que, en la propera ronda de negociacions programada per a l'octubre de 1991, continués negociacions intensives i sostingudes per arribar a un alto el foc a la major brevetat possible, demanant encara més restricció i cooperació amb la Missió d'Observació de les Nacions Unides al Salvador.
L'Acord de Nova York, signat el 25 de setembre de 1991 a la seu de les Nacions Unides, va proporcionar garanties per solucionar la situació a El Salvador. Les disposicions inclouen l'establiment de la Comissió Nacional per a la Consolidació de la Pau (COPAZ), responsable de supervisar tots els acords polítics aconseguits per ambdues parts i aprovats pel Consell de Seguretat.